# بنك فارس الدولي
بنك فارس الدولي هو بنك يقع في لندن وبدأ بالتداول مع تأسيسه في تاريخ 29 أبريل (نيسان) 2002 بعد دمج فروع بنكي ملت والتجارة، وهما مساهمان مشتركان في بنك فارس الدولي.

## العقوبات والإجراءات القضائية
ذكرت وزارة الخزانة الأمريكية بنك فارس الدولي في قائمة مراقبة البنوك الإيرانية لعام 2008 التي قد تُمارس تجارة منتهكة لقرار مجلس الأمن التابع للأمم المتحدة رقم 1803.
في 6 سبتمبر (أيلول) 2013، قضت المحكمة العامة الأوروبية في لوكسمبورغ بإلغاء العقوبات التي فرضها الاتحاد الأوروبي على البنك منذ عام 2010 بحجة دعمه للبرامج النووية والصاروخية الإيرانية، وأشارت المحكمة أن حكومات الاتحاد الأوروبي قيَّمت الحقائق والأدلة تقيمًا خاطئًا.